# Cyaniris crassipuncta
Cyaniris crassipuncta är en fjärilsart som beskrevs av Gillmer 1909. Cyaniris crassipuncta ingår i släktet Cyaniris och familjen juvelvingar. Inga underarter finns listade i Catalogue of Life.